# Walter Acuña
Walter Rubén Acuña (San Nicolás de los Arroyos, 4 marzo 1992) è un calciatore argentino, attaccante del Ciudad de Bolívar.

## Caratteristiche tecniche
Gioca come prima punta.

## Palmarès

### Club
- Primera B Nacional: 1

Rosario Central: 2012-2013